# Quad antennák
A quad antennák olyan antennák, amelyeknek az elsődleges sugárzóelemük négyzet alakú.
A quad antennák alapeleme a quad-elem. A quadelem az egészhullámú hurokantennák nagycsaládjába tartozik. A quad-sugárzó négyzet alakú, az élhosszúsága az üzemi hullámhossz negyedrésze.
Az egészhullámú quadelemet két egyenlő fázisban gerjesztett félhullámú dipólusnak is tekinthetjük. 
A quadelem méretezésénél is figyelembe kell venni a rövidítési tényezőt. Az így kialakított antenna talpponti ellenállása 110 – 120 Ω körül adódik, 50 Ω-os koaxiális kábelhez 1:2 áttétellel kell illeszteni.
A félhullámú dipólushoz képest laposabb szögben sugároz, továbbá, a félhullámú dipólus tengelyirányára merőlegesen körsugárzó, viszont a quadelem egyik irányban sem körsugárzó. A quadelem antennanyeresége 3 dB körül van.

## Feszültség és áramviszonyok a quadelemen
Az áram és feszültségviszonyok hasonlóan alakulnak, mintha 2 darab dipólus primer sugárzót kapcsolnánk össze a végüknél. Itt 2 ponton alakul ki áramhas, és 2 ponton feszültségcsúcs.
Mivel az áram- és feszültségeloszlás hasonló a dipólhoz, így a kisugárzása is hasonlóan alakul. Az ábrán zöld vonallal van megjelölve a quadelemnek megfeleltetett dipól. Polarizációja ennek megfelelően alakul, Hatásos felülete körülbelül duplája a dipólénak, ennek köszönhetően élesebb a karakterisztikája.

## A quadelem mintNVISantenna
Ha a quad antennát vízszintesen kifeszítve telepítjük, akkor a talaj reflektorként működik, és ilyenkor kisebb szögben és nagyobb nyereséggel sugároz az ionoszféra irányába. A sugárzási szögéből adódóan különösen előnyös, ha belföldi összeköttetéseket akarunk létesíteni.
Mivel a talaj itt parazitasugárzóként működik, így az antennával szoros kapacitív és induktív csatolásban van, így megváltoztatja az antennaelem elektromos tulajdonságait is, így mind telepítéskor, mind használatkor körültekintőnek kell lenni:
- Mivel talaj, (és főleg az altalaj) elektromos tulajdonságai pontosan nem ismerhetők, így tervezéskor nem tudjuk figyelembe venni. Ha fix oszlopokra, vagy egyéb, költségesebb tartóelemekre akarjuk telepíteni az antennát, az oszlopok helyét érdemes ráhagyással meghatározni, mert előfordulhat, hogy hosszabbítani kell az antennaelemet.
- A talajnedvesség állandóan változik, ennek hatására a talajban az oldott ionok mennyisége is változik, ami szintén kihat az antennára. Nagyobb esőzések után 50 – 100 kHz-el is eltolódhat az antenna rezonanciapontja. Ha száraz időben telepítjük az antennát, érdemes a rezonanciapontot sáv felső harmadára állítani, ha nagyon nedves a talaj, akkor pedig az alsó harmadára. Ilyen beállítás mellett beltéri antennahangolóval kihangolható a sáv minden pontján a rendszer, mind esős, mind száraz időben.

## A kettősquad
Ha 2 quadelemet párhuzamosan összekapcsolunk, egy érdekes antennát kapunk:
- Közvetlenül táplálható szimmetrikus és aszimmetrikus tápvonallal is.
- A mögé helyezett síkreflektort megfelelő távolságba (≈λ/8 – λ/4) állítva beállítható a talpponti ellenállás 50Ω-ra, vagy akár 75Ω-ra is.
- Nagy nyereség érhető el vele, nagyobb, mint két fázisban kötött dipólussal.

Az antenna áram- és feszültségviszonyait, valamint a polarizációját a következő ábra mutatja:
Az alábbi ábra egy kettős quadelemre épülő antenna egy lehetséges megvalósítását ábrázolja:
{\displaystyle l_{Sx}={\sqrt {2}}{\frac {\lambda }{4}}}
{\displaystyle l_{Sy}=2l_{Sx}}
{\displaystyle l_{Rx}=l_{Sx}+{\frac {\lambda }{4}}}
{\displaystyle l_{Ry}=l_{Sy}+{\frac {\lambda }{4}}}
{\displaystyle {\frac {\lambda }{8}}<l_{R-S}<{\frac {\lambda }{4}}}

## Quad-háló
Az olyan quad-elemekből, melyeknek élhosszúsága λ/2, hálót tudunk képezni. Az így képzett antennák nagy nyereségűek, és élesen irányítottak. Minden qvadelemnél egy félhullámú dipól virtuális képe jelenik meg az alábbi ábra szerint:
A háló önmagában két irányban sugároz, viszont ha síkreflektort helyezünk a háló mögé, eltűnik a hátrasugárzása és tovább fokozódik a nyeresége.

## Sugárcsatolású antennák quadelemekből
A quadelemek használhatóak sugárzóelemként és parazitaelemként egyaránt. Qvadelemekből ugyanúgy lehetséges többelemes antennák készítése, mint egyszerű huzalokból, csövekből.

### Cubical quad
A cubical quad egy egyszerű sugárcsatolású antenna quadelemekből felépítve. Két részből áll, sugárzóból és reflektorból. Az antennát fa vagy műanyag tartószerkezeten alakíthatjuk ki. 
Létezett egy régebbi konstrukció is, melyben a reflektorhoz kapcsolódott egy hangolócsonk. A beltéri antennahangolók elterjedése után ez feleslegessé vált, kialakult egy olyan tipusa ennek az antennának, amelyet sávközépre méreteznek, és a reflektort hosszabbítják. 

#### A cubical quad méretezése[1]
{\displaystyle l_{S}={\frac {76.15}{f}}}
{\displaystyle l_{R}={\frac {83.5}{f}}}
{\displaystyle 0.08\lambda <A<0.2\lambda }
- f - sávközépi frekvencia (MHz)
- λ - a sávközép hullámhossza (m)
- lS - a sugárzóelem oldalhossza (m)
- lR - a reflektor oldalhossza (m)
- A - a két elem távolsága

A két elem távolsága egy irányérték, az antenna talpponti ellenállását befolyásolja. Ha 50Ω-os koaxiális kábelt csatlakoztatunk a talppontra, abban az esetben a 0.1λ körüli érték az optimális. Ha az antennaelemeket távolítjuk egymástól, a talpponti ellenállás növekszik.
A cubical quad antenna nyeresége 5.2 dB körül alakul.

### Sugárcsatolású antenna kettősquad elemekből
Sugárcsatolású antenna készíthető kettősquad elemekből is. Méretezése bonyolult, és a rezonanciafrekvencia különösen érzékeny az antennaelemek keresztmetszetére is. Érdemes szélessávú kivitelben, vastag elemekből készíteni a sugárzóelemeket, λ/50 .. λ/10 méretben. Az antenna hatásfoka a sávszélesség növekedésével csökken ugyan, de ezt kompenzálja a sugárcsatolású antenna eleve nagy nyeresége. Ilyen méreteknél a sugárzó oldalhossza lecsökken, kisebb lesz mint λ/4. A reflektor itt is 5-10% nagyobb oldalhosszú, és a reflektor itt is 5-10%-kal rövidebb oldalhosszú lesz.
Elkészítésekor nem kerülhető meg az antennaanalizátor használata, mind a méretek meghatározásához, mind az elemtávok kimérésekor célszerű használni.